# Едита од Мерсије
Едита од Мерсије била је енглеска краљица из 11. века, односно супруга Харолда II Енглеског.

## Биографија
Едита је била ћерка Елфгара, грофа Мерције. Њен први муж био је Груфид од Ливелина за кога се удала вероватно око 1057. године. Након Груфидове смрти (1063. године) удала се за Харолда Енглеског. Датум венчања је непознат. Харолд је браком желео обезбедити подршку моћне Едитине породице. Након норманског освајања Енглеске (1066. године) о Едити више нема података у историјским изворима.